# Crémarest
Crémarest [kʁemaʁɛ] est une commune française située dans le département du Pas-de-Calais en région Hauts-de-France. Ses habitants sont appelés les Crémarestois.
La commune fait partie de la communauté de communes de Desvres - Samer qui regroupe 31 communes et compte 23 221 habitants en 2021.
La commune fait partie du parc naturel régional des Caps et Marais d'Opale.

## Géographie

### Localisation
Localisée dans le nord-ouest du département du Pas-de-Calais, Crémarest est une commune drainée par la Liane et située, à vol d'oiseau, à 5 km au nord-ouest de la commune de Desvres et à 11 km à l'est de la commune de Boulogne-sur-Mer (chef-lieu d'arrondissement).
Le territoire de la commune est limitrophe de ceux de six communes.
Les communes limitrophes sont  Alincthun, Baincthun, Bellebrune, Bournonville, Desvres et Wirwignes.

### Géologie et relief
La superficie de la commune est de 11,69 km2 ; son altitude varie de 24  à   108 m.
Le territoire est inclus dans la boutonnière du Boulonnais. Au nord-ouest de l'Artois, cette dépression constituée de monts et vallées présente des sols à dominante argileuse. L'altitude moyenne de la commune est donc assez faible, variant de 24 mètres au niveau aval de la vallée de la Liane à 108 mètres au niveau des collines du Boulonnais.

### Hydrographie
Le territoire de la commune est situé dans le bassin Artois-Picardie.
La commune est traversée par sept cours d'eau :
- le fleuve Liane qui coule au milieu du territoire, du nord-est au sud-ouest. Le fleuve, d'une longueur de  38,24 km, prend sa source dans la commune de Quesques et se jette dans la Manche au niveau de la commune de Boulogne-sur-Mer[4] ;
- le ruisseau de Desvres, d'une longueur de 6,16 km, qui prend sa source dans la commune de Desvres et se jette dans la Liane au niveau de la commune de Wirwignes[5] ;

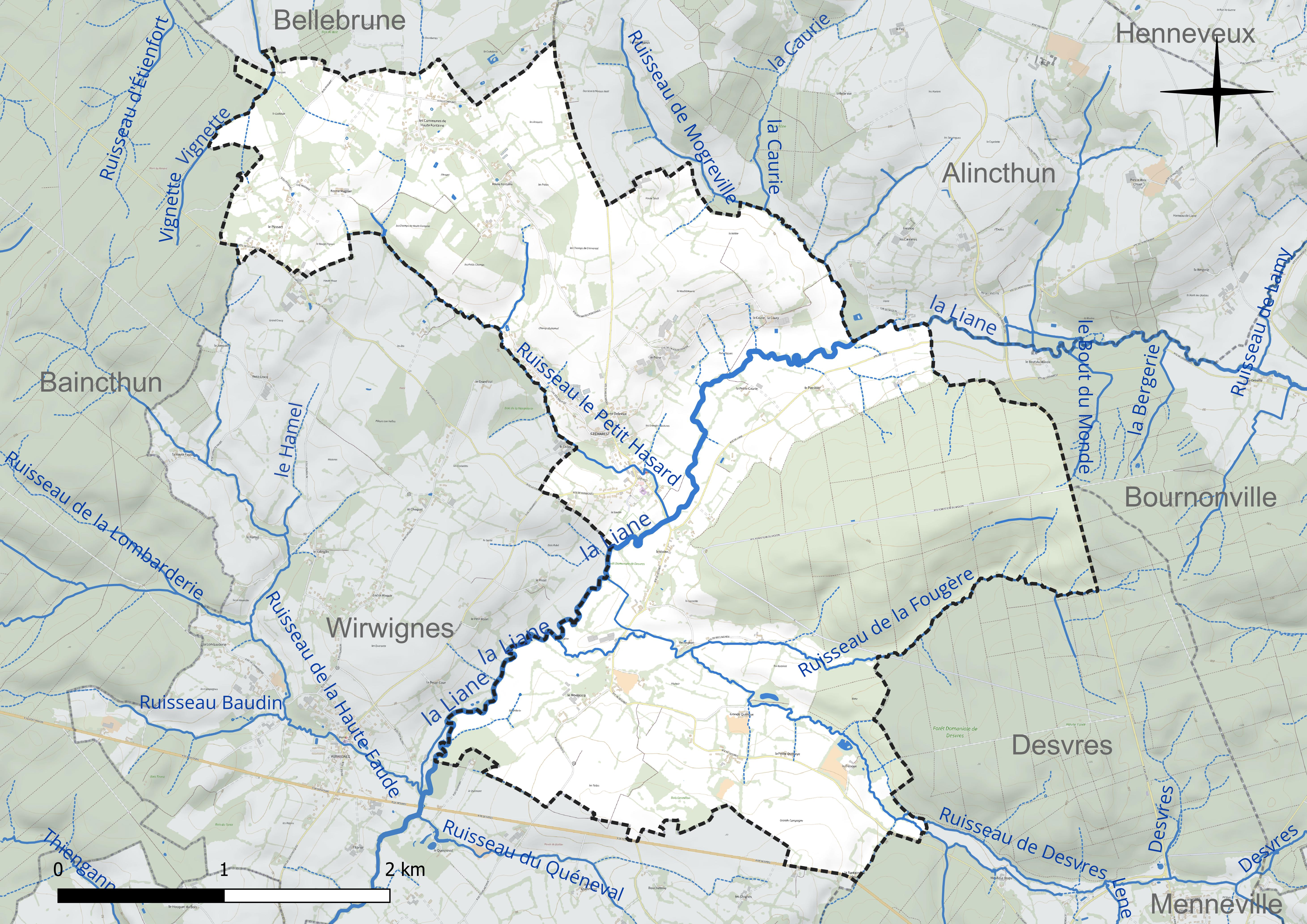
Réseau hydrographique de Crémarest.

- la Vignette, d'une longueur de 4,22 km, qui prend sa source dans la commune de Baincthun et se jette dans le Wimereux au niveau de la commune de Belle-et-Houllefort[6] ;
- le ruisseau le petit hasard, d'une longueur de 2,78 km, qui prend sa source dans la commune et se jette dans la Liane au niveau de la commune[7] ;
- le ruisseau de mongzeville, d'une longueur de 2,64 km, qui prend sa source dans la commune d'Alincthun et se jette dans la Liane au niveau de la commune[8] ;
- le ruisseau de Bellebrune, d'une longueur de 1,86 km, qui prend sa source dans la commune de Crémarest et conflue dans le ruisseau la Prêle au niveau de la commune de Belle-et-Houllefort[9] ;
- le ruisseau du fond de l'étang, d'une longueur de 0,68 km, qui prend sa source dans la commune et se jette dans la Liane au niveau de la commune[10].

### Climat
Pour des articles plus généraux, voir Climat des Hauts-de-France et Climat du Pas-de-Calais.
En 2010, le climat de la commune est de type climat océanique franc, selon une étude du CNRS s'appuyant sur une série de données couvrant la période 1971-2000. En 2020, Météo-France publie une typologie des climats de la France métropolitaine dans laquelle la commune est exposée à un climat océanique et est dans la région climatique Côtes de la Manche orientale, caractérisée par un faible ensoleillement (1 550 h/an) ; forte humidité de l’air (plus de 20 h/jour avec humidité relative > 80 % en hiver), vents forts fréquents.
Pour la période 1971-2000, la température annuelle moyenne est de 10,5 °C, avec une amplitude thermique annuelle de 13 °C. Le cumul annuel moyen de précipitations est de 873 mm, avec 12,8 jours de précipitations en janvier et 8,1 jours en juillet. Pour la période 1991-2020, la température moyenne annuelle observée sur la station météorologique la plus proche, située sur la commune de Boulogne-sur-Mer à 12 km à vol d'oiseau, est de 11,2 °C et le cumul annuel moyen de précipitations est de 824,5 mm,. Pour l'avenir, les paramètres climatiques de la commune estimés pour 2050 selon différents scénarios d'émission de gaz à effet de serre sont consultables sur un site dédié publié par Météo-France en novembre 2022.

### Paysages
Pour un article plus général, voir Paysage en France.
La commune s'inscrit dans le « paysage boulonnais » tel que défini dans l’atlas des paysages de la région Nord-Pas-de-Calais, conçu par la direction régionale de l'Environnement, de l'Aménagement et du Logement (DREAL),.
Ce paysage qui concerne 66 communes, se délimite : au Nord, par les paysages des coteaux calaisiens et du Pays de Licques, à l’Est, par le paysage du Haut pays d’Artois, et au Sud, par les paysages Montreuillois.
Le « paysage boulonnais », constitué d'une boutonnière bordée d’une cuesta définissant un pays d’enclosure, est essentiellement un paysage bocager composé de 47 % de son sol en herbe ou en forêt et de 31 % en herbage, avec, dans le sud et l’est, trois grandes forêts, celle de Boulogne, d’Hardelot et de Desvres et, au nord, le bassin de carrière avec l'extraction de la pierre de Marquise depuis le Moyen Âge et de la pierre marbrière dont l'extraction s'est développée au XIXe siècle.
La boutonnière est formée de trois ensembles écopaysagers : le plateau calcaire d’Artois qui forme le haut Boulonnais, la boutonnière qui forme la cuvette du bas Boulonnais et la cuesta formée d’escarpements calcaires.
Dans ce paysage, on distingue trois entités : 
- les vastes champs ouverts du Haut Boulonnais ;
- le bocage humide dans le Bas Boulonnais ;
- la couronne de la cuesta avec son dénivelé important et son caractère boisé[18].

### Milieux naturels et biodiversité
La commune se situe entre la forêt de Desvres et celle de Boulogne-sur-Mer ; les forêts constituent 260 ha du territoire. Un verger conservatoire est planté à proximité du bourg.

#### Espace protégé
La protection réglementaire est le mode d’intervention le plus fort pour préserver des espaces naturels remarquables et leur biodiversité associée.
Dans ce cadre, la commune fait partie d'un espace protégé : le parc naturel régional des Caps et Marais d'Opale, d’une superficie de 132 499 ha réparties sur 154 communes, géré par le syndicat mixte d'aménagement et de gestion du parc naturel régional des Caps et Marais d'Opale.

#### Zones naturelles d'intérêt écologique, faunistique et floristique
L’inventaire des zones naturelles d'intérêt écologique, faunistique et floristique (ZNIEFF) a pour objectif de réaliser une couverture des zones les plus intéressantes sur le plan écologique, essentiellement dans la perspective d’améliorer la connaissance du patrimoine naturel national et de fournir aux différents décideurs un outil d’aide à la prise en compte de l’environnement dans l’aménagement du territoire.
Le territoire communal comprend quatre ZNIEFF de type 1 :
- le bocage et bois de Bellebrune. Le site est constitué d’un ensemble forestier et d’un complexe bocager établis l’un et l’autre sur les argiles et marnes de l’Oxfordien. La géomorphologie est assez plane malgré quelques vallonnements[22] ;
- la forêt domaniale de Boulogne-sur-Mer et ses lisières. La forêt domaniale de Boulogne-sur-Mer s’étend entre la RN 42 et la RN 1, en arrière de l’agglomération de Boulogne-sur-Mer. Elle appartient au vaste complexe bocager et forestier de la Liane et du bas-Boulonnais[23] ;
- la forêt domaniale de Desvres. D'une superficie de 1 808 hectares, elle s’étend au nord de la commune de Desvres et appartient au complexe bocager du bas-Boulonnais et de la Liane[24] ;
- le réservoir biologique de la Liane. La Liane est un bassin côtier qui présente un intérêt majeur autant pour les espèces holobiotiques[Note 4] que pour les migrateurs amphihalins[25].

et une ZNIEFF de type 2 : le complexe bocager du Bas-Boulonnais et de la Liane. Le complexe bocager du bas-Boulonnais et de la Liane s’étend entre Saint-Martin-Boulogne et Saint-Léonard à l’ouest et Quesques et Lottinghen à l’est. Il correspond à la cuvette herbagère du bas-Boulonnais.

Carte des ZNIEFF de type 1 et 2 sur la commune
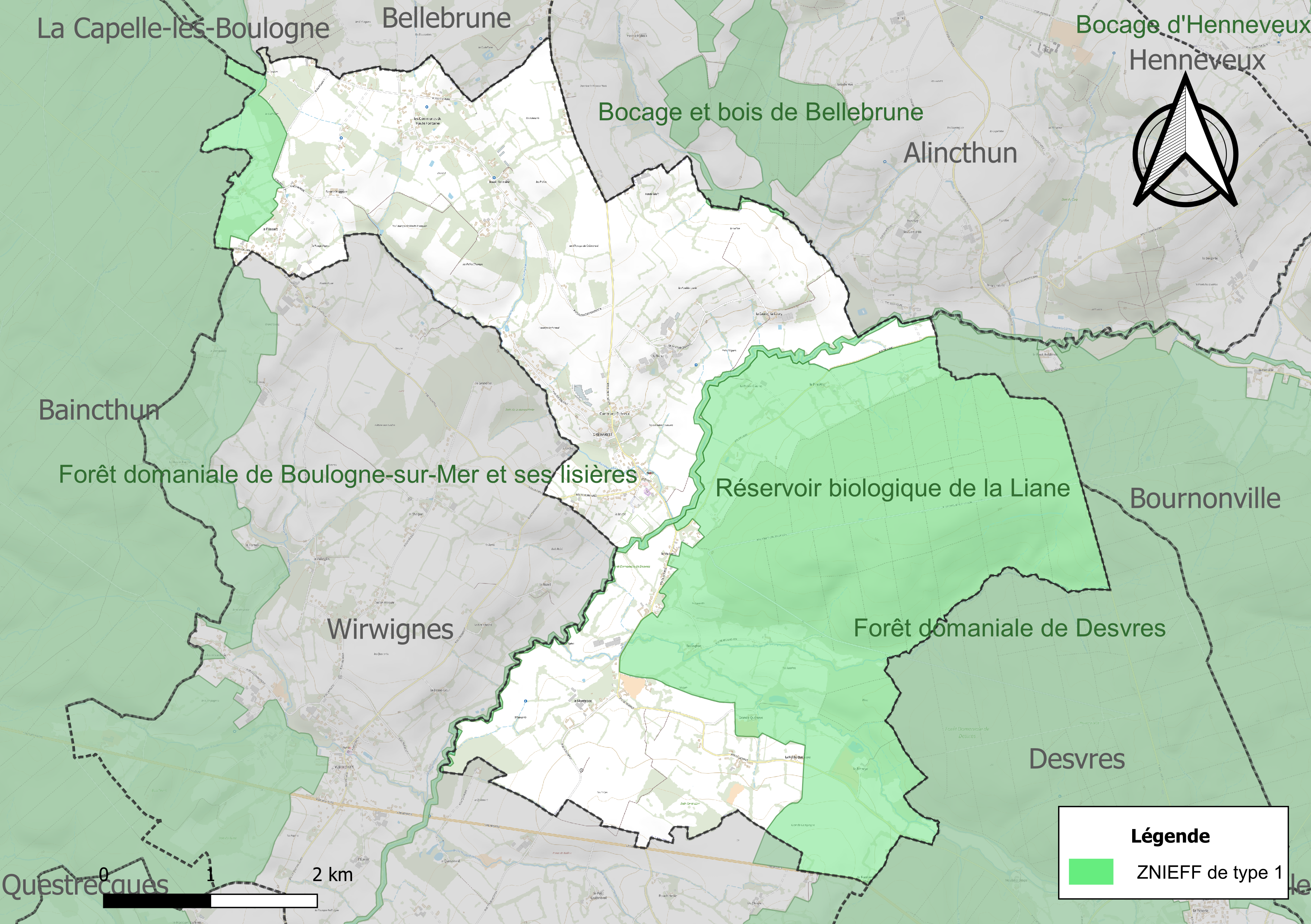
Carte des ZNIEFF de type 1 sur la commune.
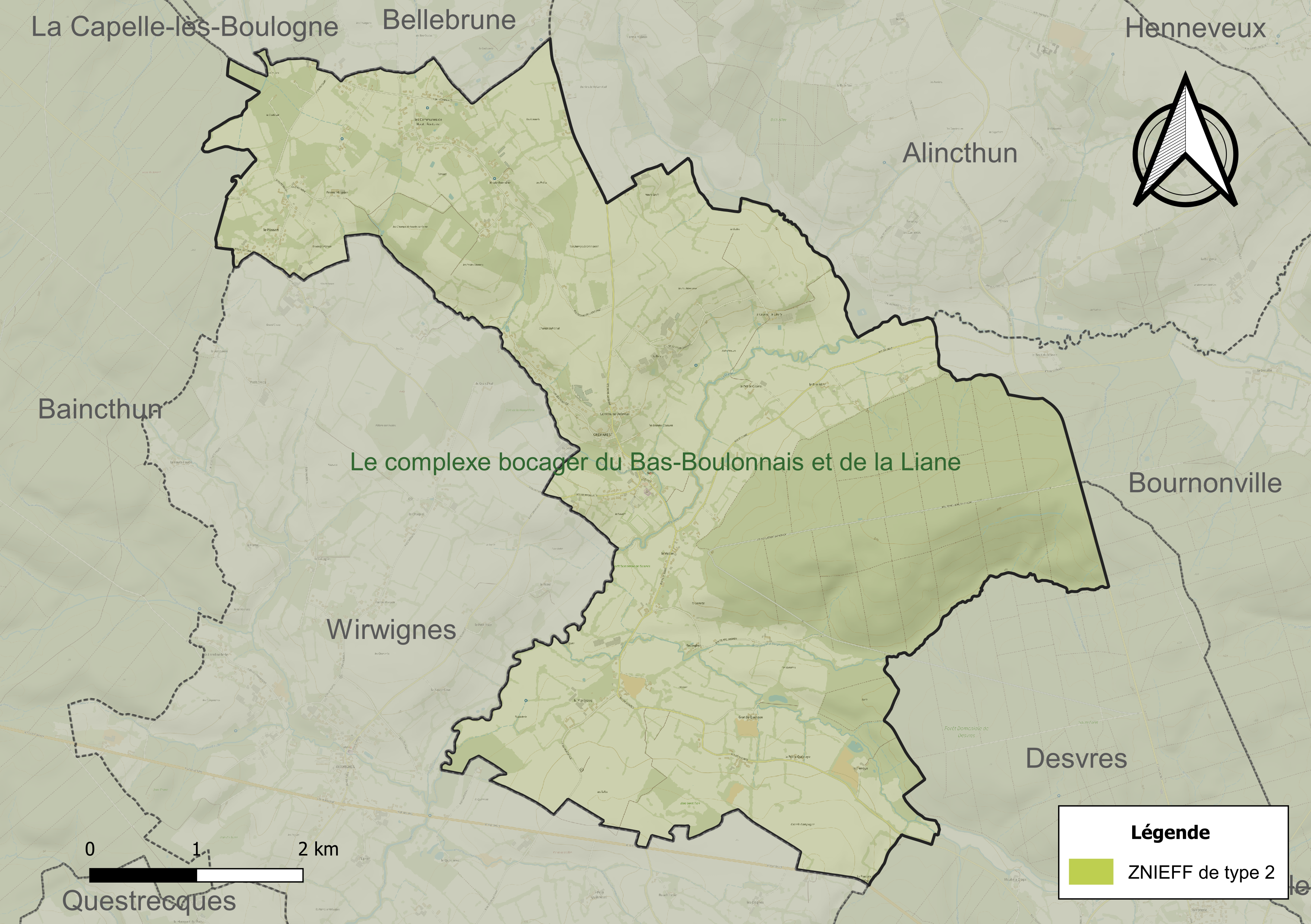
Carte de la ZNIEFF de type 2 sur la commune.

#### Inventaire national du patrimoine géologique
Sur le territoire de la commune se trouve le site des tourbières ombrogènes en forêt de Desvres (aulnaies tourbeuses à Osmonde royale) qui est un ensemble de petites tourbières à sphaignes des vallonnets de la haute et de la basse forêt domaniale de Desvres. Elles sont inscrites à l'inventaire national du patrimoine géologique.

## Urbanisme

### Typologie
Au 1er janvier 2024, Crémarest est catégorisée commune rurale à habitat dispersé, selon la nouvelle grille communale de densité à sept niveaux définie par l'Insee en 2022.
Elle est située hors unité urbaine. Par ailleurs la commune fait partie de l'aire d'attraction de Boulogne-sur-Mer, dont elle est une commune de la couronne,. Cette aire, qui regroupe 80 communes, est catégorisée dans les aires de 50 000 à moins de 200 000 habitants,.

### Occupation des sols
L'occupation des sols de la commune, telle qu'elle ressort de la base de données européenne d’occupation biophysique des sols Corine Land Cover (CLC), est marquée par l'importance des territoires agricoles (74,2 % en 2018), en diminution par rapport à 1990 (76,1 %). La répartition détaillée en 2018 est la suivante : 
prairies (33,8 %), zones agricoles hétérogènes (28,1 %), forêts (23,7 %), terres arables (12,3 %), zones urbanisées (2,1 %).

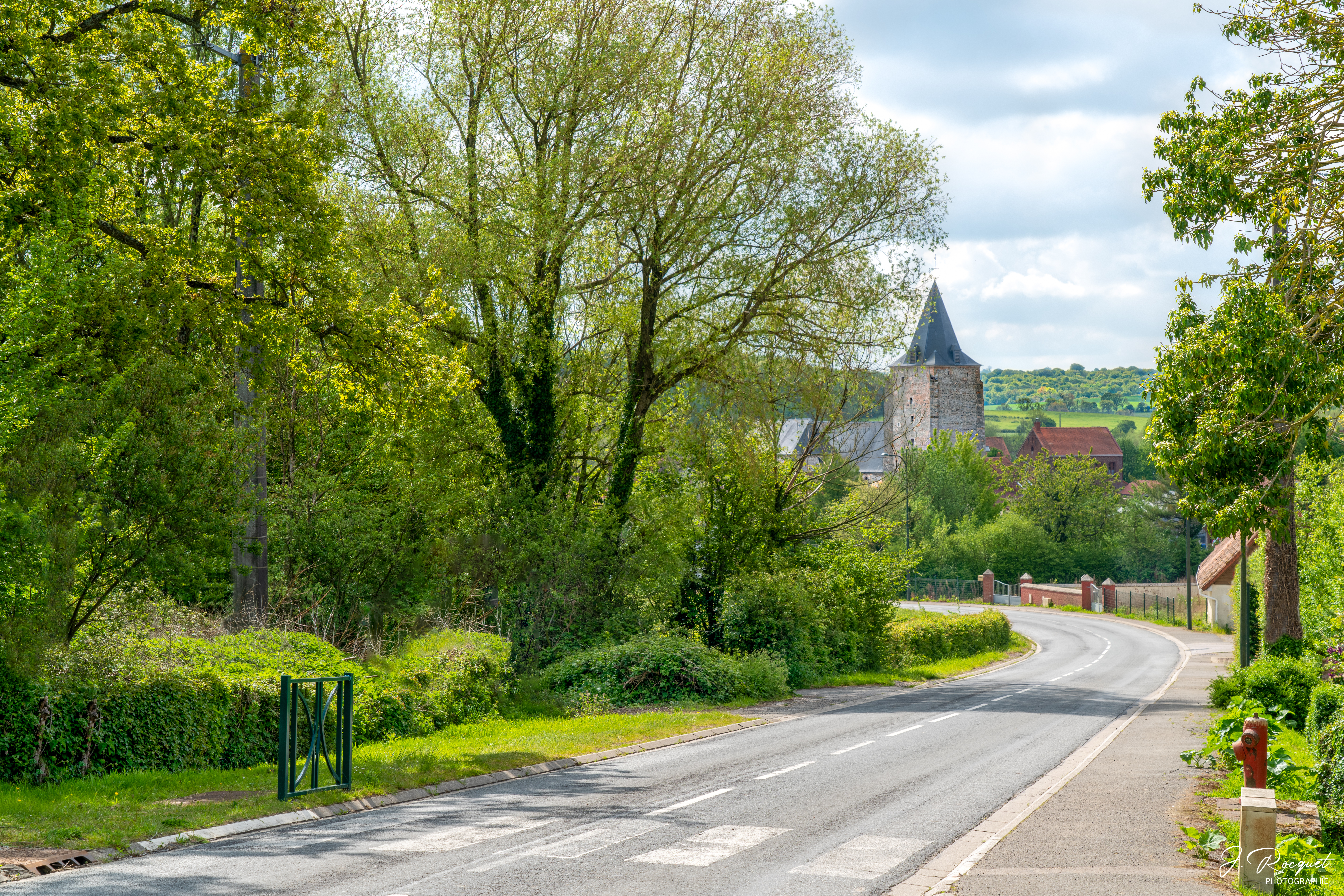
Entrée de la commune par la D254

L'IGN met par ailleurs à disposition un outil en ligne permettant de comparer l’évolution dans le temps de l’occupation des sols de la commune (ou de territoires à des échelles différentes). Plusieurs époques sont accessibles sous forme de cartes ou photos aériennes : la carte de Cassini (XVIIIe siècle), la carte d'état-major (1820-1866) et la période actuelle (1950 à aujourd'hui).

### Voies de communication et transports

#### Voies de communication
La commune est desservie par les routes départementales D 254, D 254E1 et est limitrophe des D 127 et D 341.

#### Transport ferroviaire
La commune se trouve à 17 km, à l'est, de la gare de Boulogne-Ville, située sur les lignes de Longueau à Boulogne-Ville et de Boulogne-Ville à Calais-Maritime, desservie par des trains des réseaux TGV inOui, TERGV et TER Hauts-de-France.

### Risques naturels et technologiques
La commune est reconnue en état de catastrophe naturelle à la suite des inondations et coulées de boue du 4 au 6 novembre 2019.

## Toponymie
Le nom de la localité est attesté, jusqu'au XIIIe siècle, sous les formes Biscopem en 1119 ; Bischopem en 1209, signifiant « enclos de l'évêque » en germanique, puis à partir du XIVe siècle sous les formes Crennemarès en 1369, Cremarez en 1393, Cramarès et Creumarès en 1415, Cremarès en 1429, Kesnemarès vers 1512, Crémarestz en 1553, Cremaret et Crémaretz en 1559, Cremarest en 1793, Cremaret et Crémarest depuis 1801.

## Histoire
L'église Notre-Dame-des-Grâces est construite au XIVe siècle pour la partie la plus vieille (1350). La construction d'une tour fortifiée ajoutée à l'extrémité ouest débute le 7 avril 1518, afin que la population puisse se réfugier (au moins une centaine de personnes) en cas d'agression des Anglais. L'accès aux cinq étages se faisait par une tourelle aux meurtrières adossées à la tour. Il faut rappeler que Calais est prise en 1347 et libérée par le duc de Guise en 1588. L'ancienne cloche de l'église appelée Gabrielle est datée de 1520, année du camp du Drap d'Or.
En 1622, la population se rebelle contre les impôts exigés de Louis XIV,.
En 1707, l'actuel clocher de l'église est construit.
L'actuelle cloche date de 1754 et s'appelle Marie-Rosalie du nom de sa marraine Marie-Rosalie-Victoire du Wicquet du Bois du Coq. Le parrain était Auguste Charles de Flahault de la Fresnoye de la Billarderie.

## Politique et administration

### Découpage territorial
La commune se trouve dans l'arrondissement de Boulogne-sur-Mer du département du Pas-de-Calais, depuis 1801.

#### Commune et intercommunalités
La commune est membre de la communauté de communes de Desvres - Samer.

#### Circonscriptions administratives
La commune fait partie du canton de Desvres.

#### Circonscriptions électorales
Pour l'élection des députés, la commune fait partie, depuis 1986, de la sixième circonscription du Pas-de-Calais.

### Élections municipales et communautaires

#### Liste des maires
| Période | Période                      | Identité         | Étiquette | Qualité |
| ------- | ---------------------------- | ---------------- | --------- | --- |
| 1944    | 1947                         | Henri Neuville   |           | |
| 1947    | 1959                         | Gustave Lambert  |           | |
| 1959    | 1971                         | Eugéne Pierru    |           | |
| 1971    | 1983                         | Martial Merlin   |           | |
| 1983    | En cours (au 9 février 2022) | Claude Prudhomme | PS        | retraité d’ERDF Conseiller général (2004 → ) Président de la CC de Desvres-Samer (2009 → ) Réélu pour le mandat 2014-2020, Réélu pour le mandat 2020-2026 |

## Équipements et services publics

### Enseignement
La commune est située dans l'académie de Lille et dépend, pour les vacances scolaires, de la zone B.
La commune administre, en regroupement pédagogique intercommunal (RPI), une école maternelle  comprenant 55 élèves.

### Justice, sécurité, secours et défense
La commune dépend du tribunal judiciaire de Boulogne-sur-Mer, du conseil de prud'hommes de Boulogne-sur-Mer, de la cour d'appel de Douai, du tribunal de commerce de Boulogne-sur-Mer, du tribunal administratif de Lille, de la cour administrative d'appel de Douai, de la cour administrative d'appel de Douai, du pôle nationalité du tribunal judiciaire de Boulogne-sur-Mer et du tribunal pour enfants de Boulogne-sur-Mer.

## Population et société

### Démographie
Les habitants sont appelés les Crémarestois.

#### Évolution démographique
L'évolution du nombre d'habitants est connue à travers les recensements de la population effectués dans la commune depuis 1793. Pour les communes de moins de 10 000 habitants, une enquête de recensement portant sur toute la population est réalisée tous les cinq ans, les populations de référence des années intermédiaires étant quant à elles estimées par interpolation ou extrapolation. Pour la commune, le premier recensement exhaustif entrant dans le cadre du nouveau dispositif a été réalisé en 2005.

En 2022, la commune comptait 802 habitants, en évolution de +2,56 % par rapport à 2016 (Pas-de-Calais : −0,72 %, France hors Mayotte : +2,11 %).
| 1793 | 1800 | 1806 | 1821 | 1831 | 1836 | 1841 | 1846 | 1851 |
| ---- | ---- | ---- | ---- | ---- | ---- | ---- | ---- | ---- |
| 723  | 708  | 679  | 656  | 701  | 739  | 702  | 643  | 620  |

| 1856 | 1861 | 1866 | 1872 | 1876 | 1881 | 1886 | 1891 | 1896 |
| ---- | ---- | ---- | ---- | ---- | ---- | ---- | ---- | ---- |
| 575  | 589  | 600  | 617  | 616  | 606  | 613  | 642  | 555  |

| 1901 | 1906 | 1911 | 1921 | 1926 | 1931 | 1936 | 1946 | 1954 |
| ---- | ---- | ---- | ---- | ---- | ---- | ---- | ---- | ---- |
| 553  | 549  | 518  | 505  | 504  | 519  | 527  | 508  | 462  |

| 1962 | 1968 | 1975 | 1982 | 1990 | 1999 | 2005 | 2006 | 2010 |
| ---- | ---- | ---- | ---- | ---- | ---- | ---- | ---- | ---- |
| 490  | 495  | 486  | 462  | 563  | 658  | 679  | 676  | 775  |

| 2015 | 2020 | 2022 | - | - | - | - | - | - |
| ---- | ---- | ---- | - | - | - | - | - | - |
| 786  | 796  | 802  | - | - | - | - | - | - |

#### Pyramide des âges
En 2018, le taux de personnes d'un âge inférieur à 30 ans s'élève à 37,5 %, soit au-dessus de la moyenne départementale (36,7 %). À l'inverse, le taux de personnes d'âge supérieur à 60 ans est de 21,7 % la même année, alors qu'il est de 24,9 % au niveau départemental.
En 2018, la commune comptait 401 hommes pour 388 femmes, soit un taux de 50,82 % d'hommes, largement supérieur au taux départemental (48,5 %).
Les pyramides des âges de la commune et du département s'établissent comme suit.
| Hommes | Classe d’âge | Femmes |
| ------ | ------------ | ------ |
| 0,5    | 90 ou +      | 0,0    |
| 4,2    | 75-89 ans    | 5,6    |
| 17,3   | 60-74 ans    | 15,6   |
| 21,0   | 45-59 ans    | 23,8   |
| 18,0   | 30-44 ans    | 19,2   |
| 16,5   | 15-29 ans    | 16,4   |
| 22,5   | 0-14 ans     | 19,4   |

| Hommes | Classe d’âge | Femmes |
| ------ | ------------ | ------ |
| 0,5    | 90 ou +      | 1,6    |
| 5,6    | 75-89 ans    | 8,9    |
| 16,7   | 60-74 ans    | 18,1   |
| 20,2   | 45-59 ans    | 19,2   |
| 18,9   | 30-44 ans    | 18,1   |
| 18,2   | 15-29 ans    | 16,2   |
| 19,9   | 0-14 ans     | 17,9   |

## Culture locale et patrimoine

### Lieux et monuments

#### Monument historique
- L'église du Saint-Esprit de Crémarest fait l’objet d’une inscription au titre des monuments historiques depuis le 10 juin 1926[54]. Nommée Notre-Dame-des-Grâces, elle date du XIVe siècle pour la partie la plus vieille (1350) et est dotée d'une tour fortifiée à l'extrémité ouest dont le début de la construction remonte au 7 avril 1518[55]. Les murs de la tour ont plus d'un mètre d'épaisseur avec à l'extérieur du grès tertiaire et à l'intérieur un parement de brique. Celle-ci possédait des cheminées et cinq étages afin que la population puisse se réfugier (au moins une centaine de personnes) en cas d'agression des Anglais. La montée s'effectuait par un escalier en pierre. Il existe toujours en bas une volée de marches. Celui-ci était logé à l'intérieur d'une tourelle (échauguette) avec à l'extérieur un appareillage en brique. Le cinquième étage correspondait à l'actuel clocher qui date de 1707. L'ancienne cloche appelée Gabrielle est datée de 1520, année du camp du Drap d'Or.

Vues extérieures
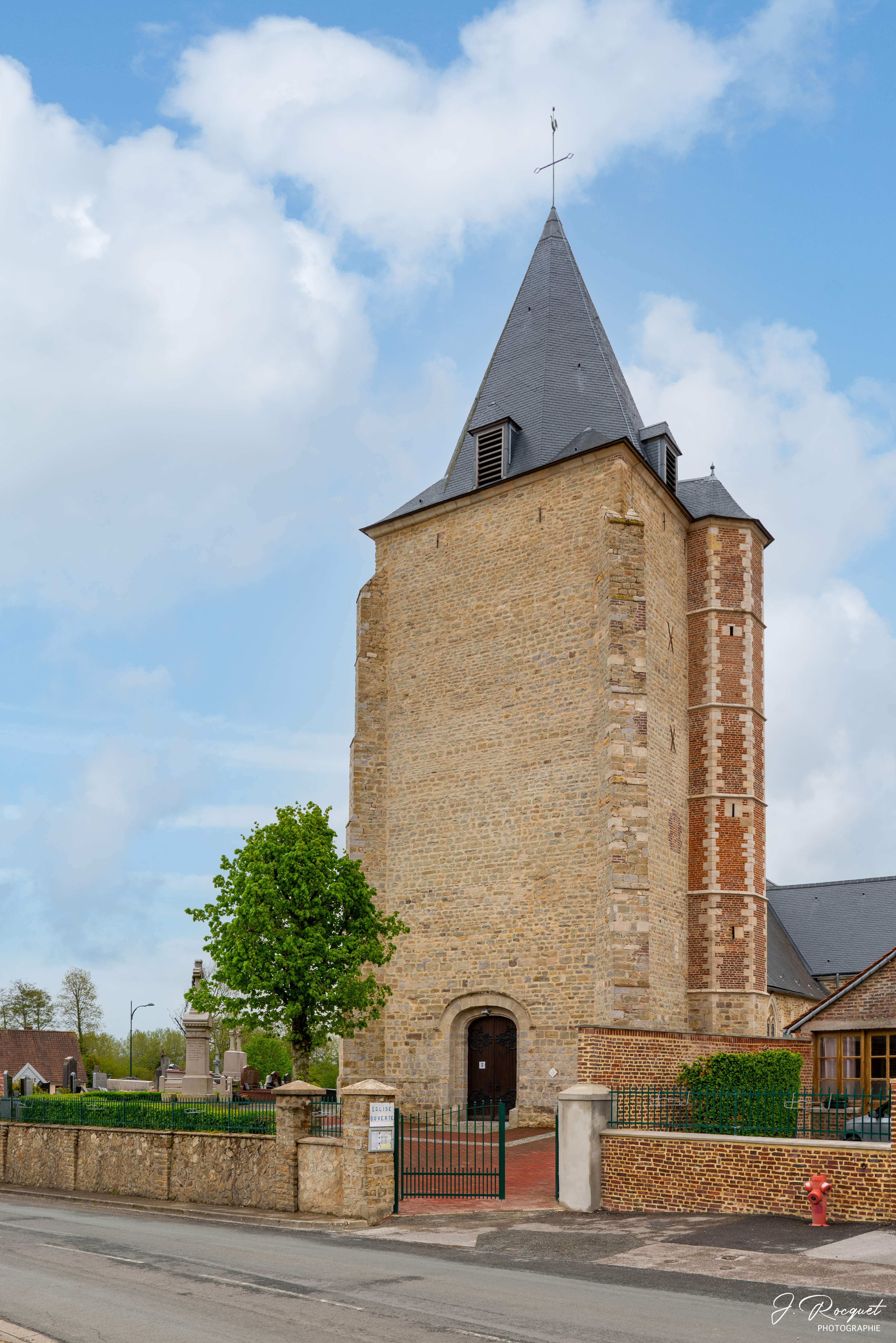
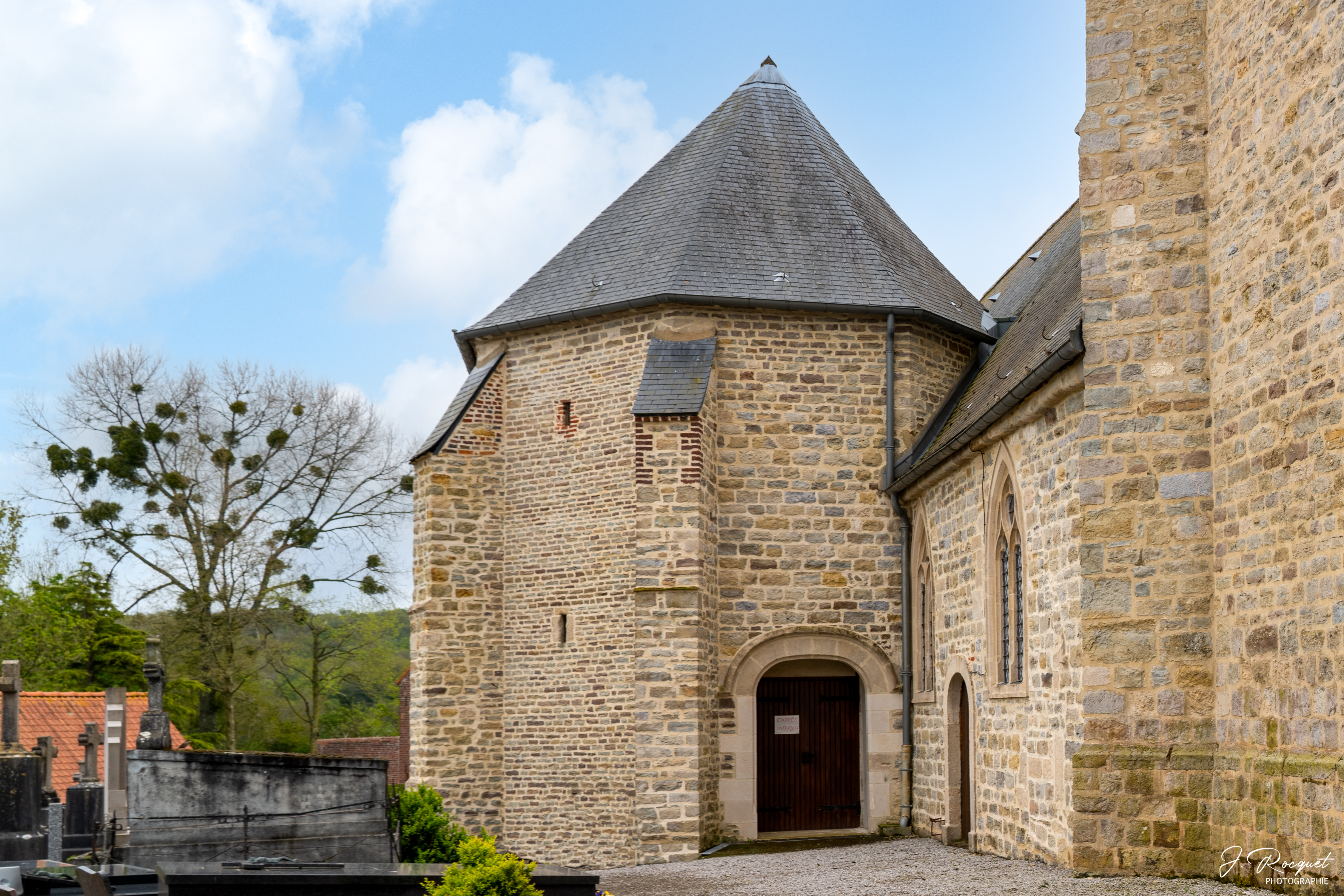
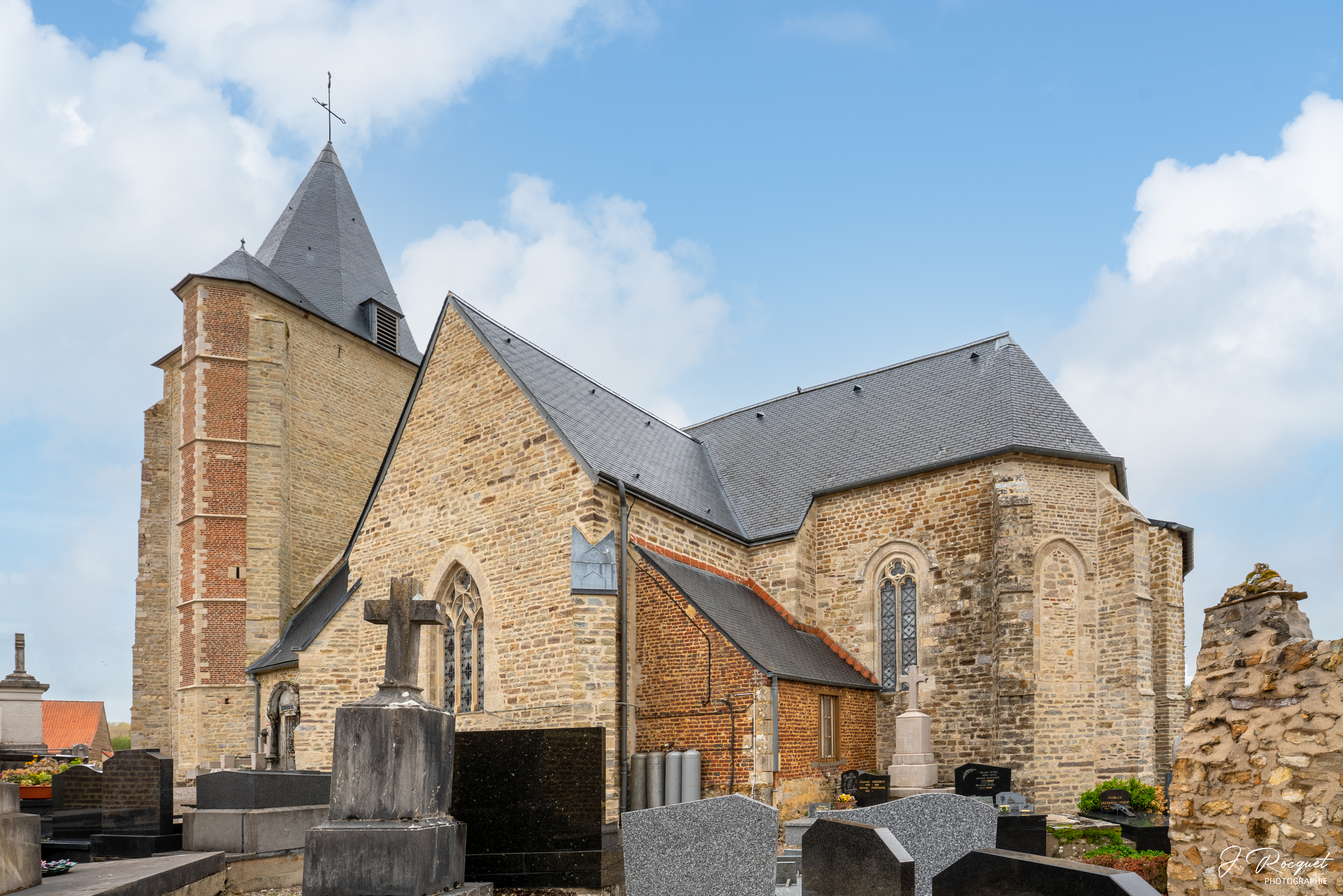
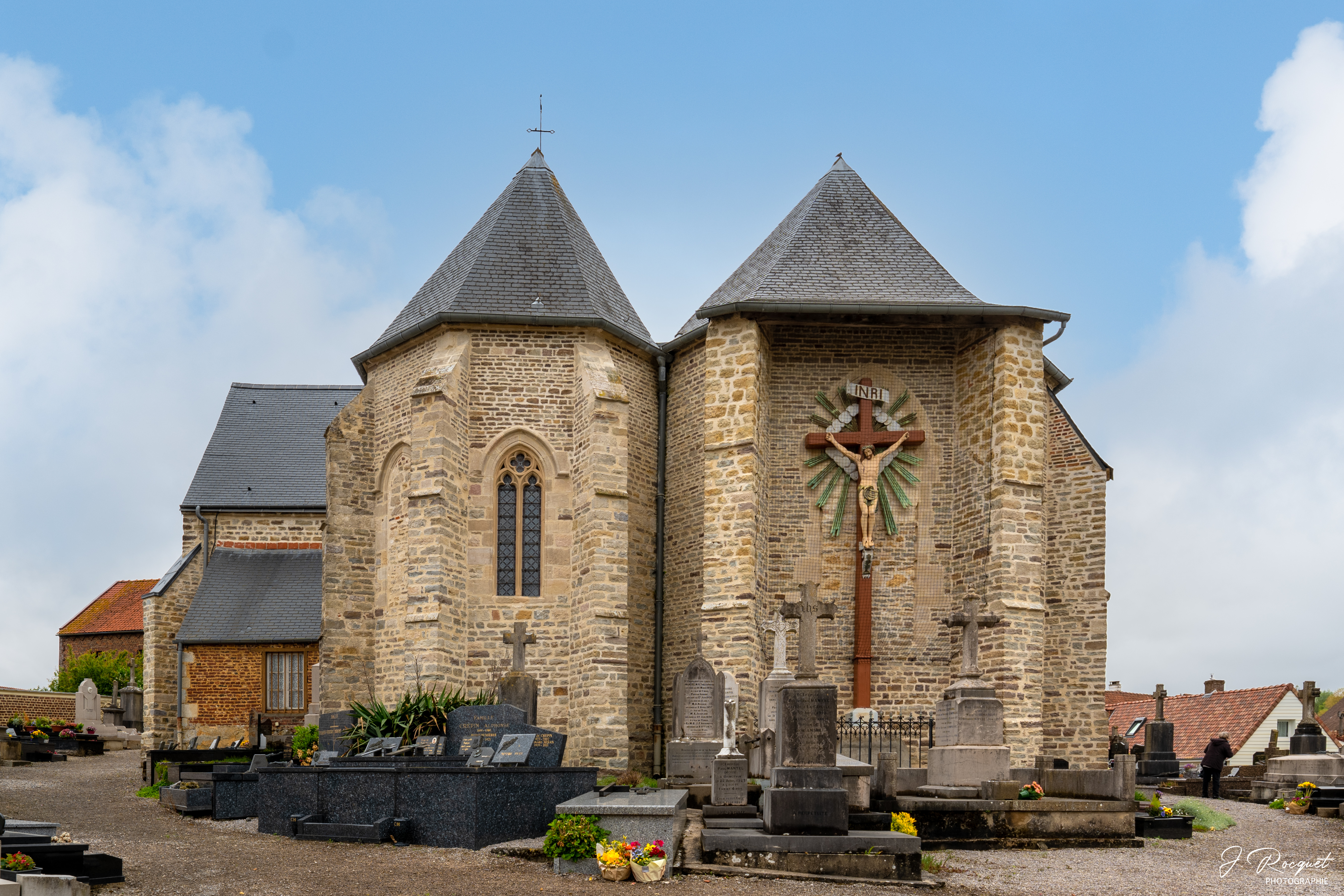
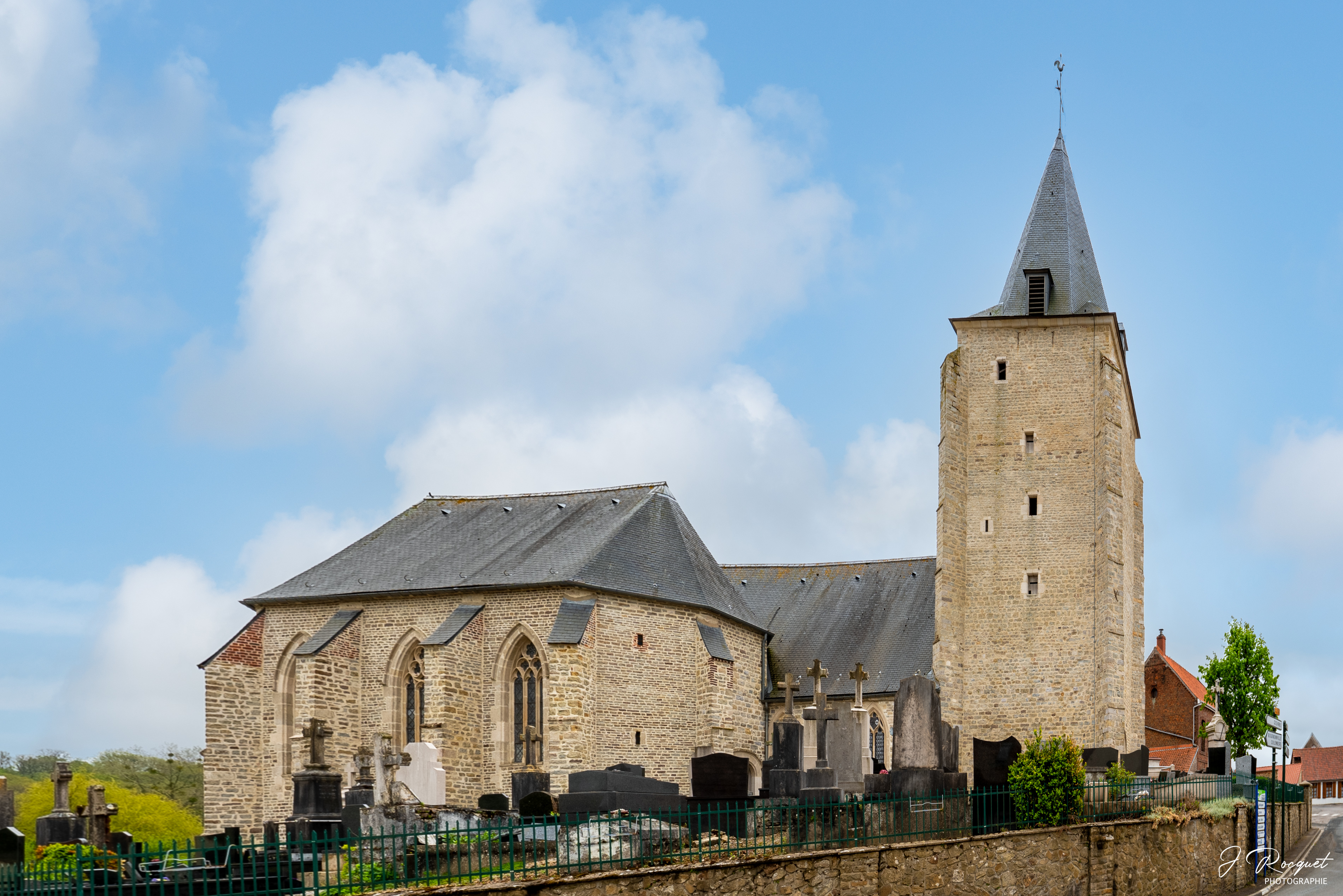

Vues intérieures
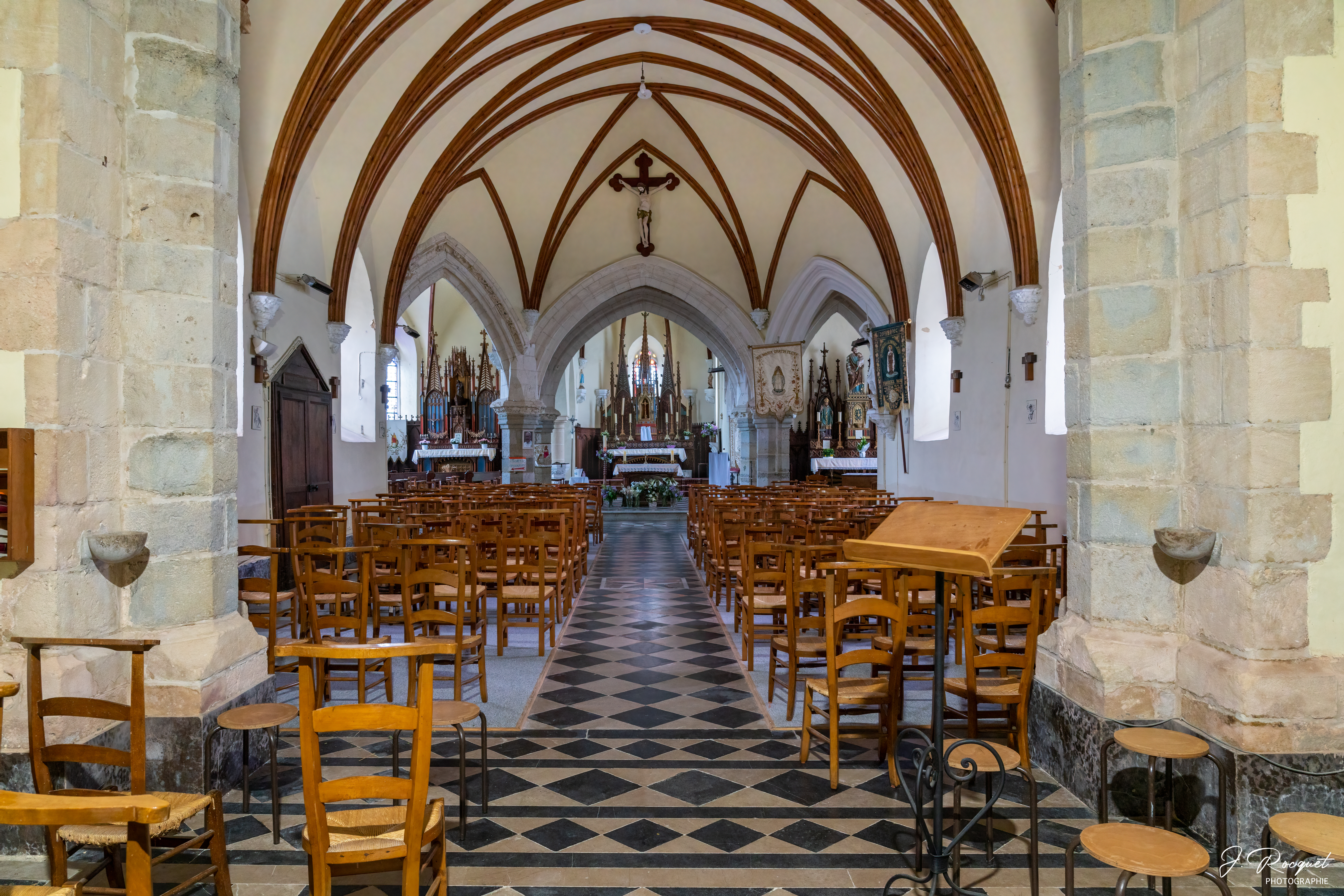
Nef et chœur.
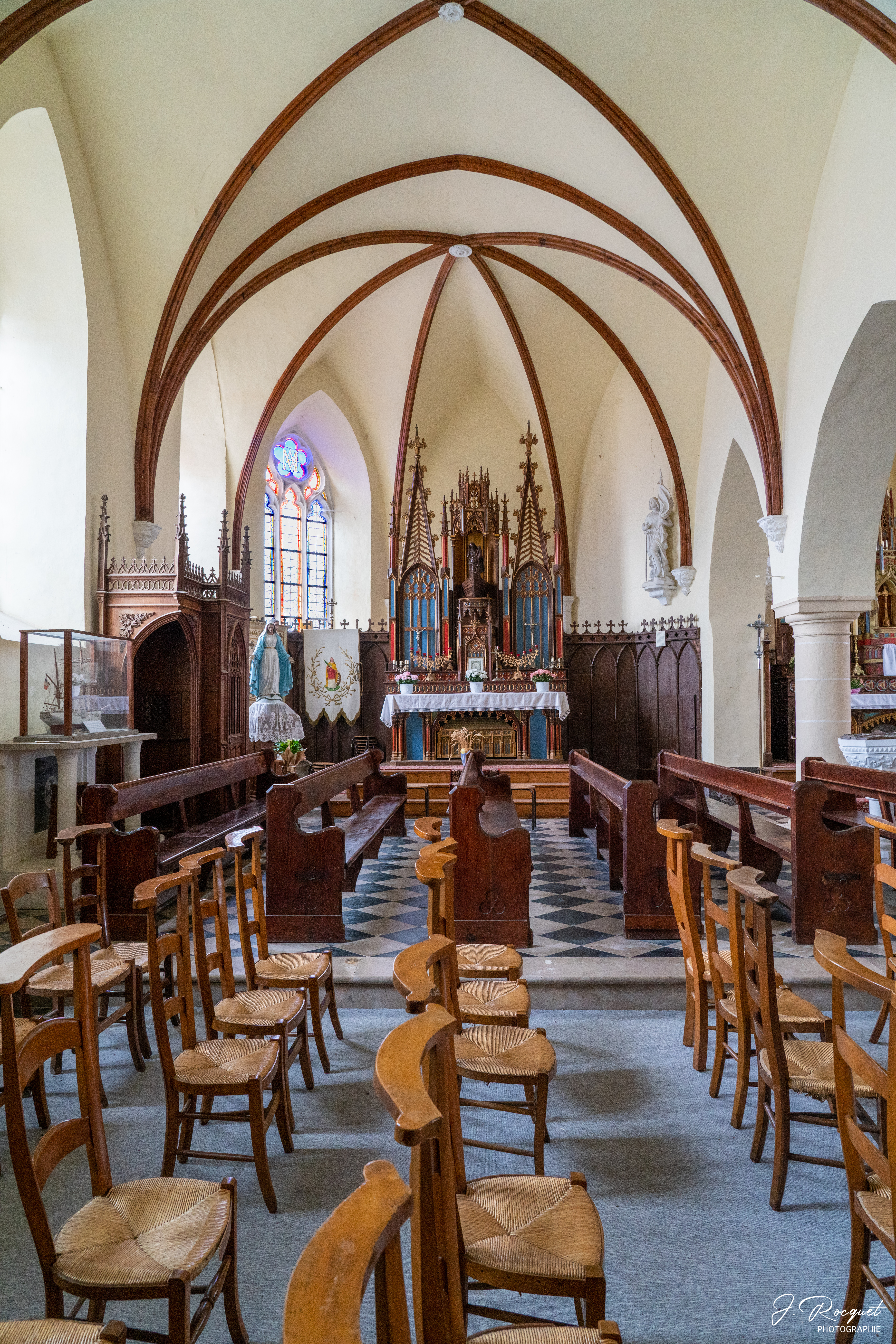
Chapelle gauche.
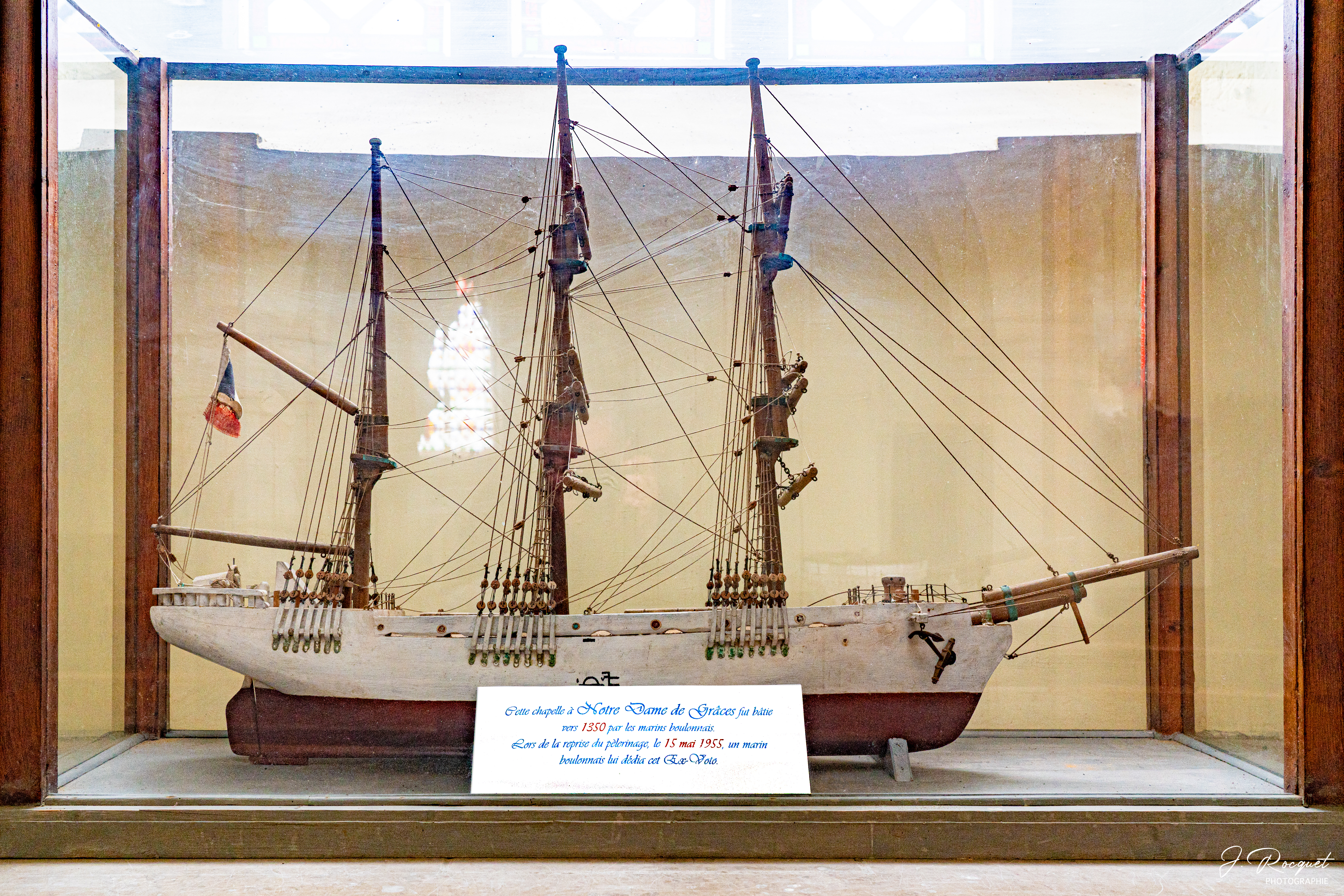
Ex-voto d'un bateau.
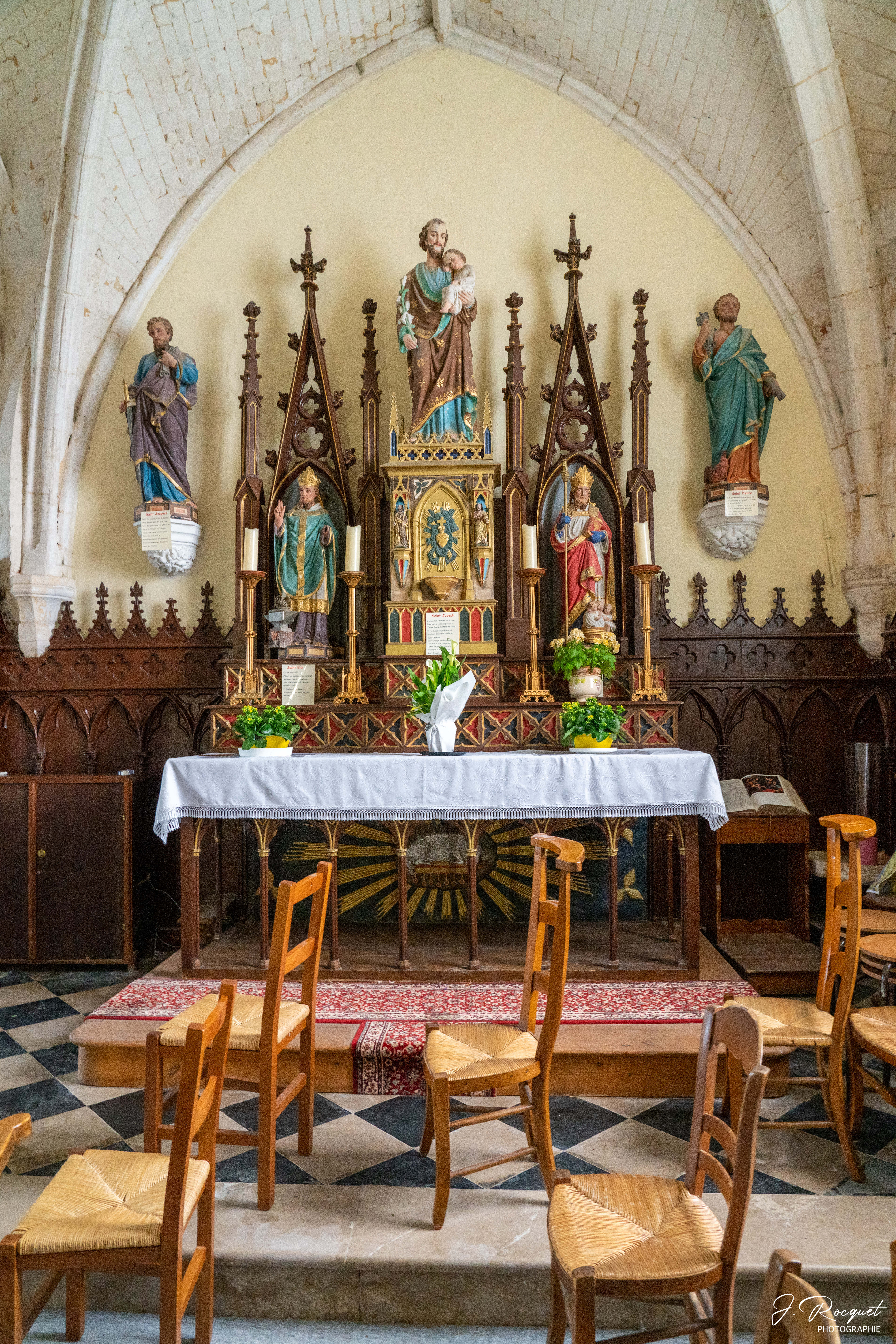
Chapelle droite.

Dans la chapelle de gauche est exposée sous verre une maquette de bateau accompagnée d'une affichette dont voici le texte : 

« Cette chapelle à Notre Dame de Grâces fut bâtie vers 1350 par les marins boulonnais.

Lors de la reprise du pèlerinage, le 15 mai 1955, un marin boulonnais lui dédia cet Ex-Voto. »

- Trois éléments de l'église font l'objet d’une inscription au titre d'objets des monuments historiques depuis le 2 avril 1974 :
  - la statue du Christ en croix, au-dessus de l'arc triomphal, datant du XVIIIe siècle[56].
  - la statue du Christ en croix, sur le confessionnal, datant du XIXe siècle[57].
  - la statue de la vierge à l'enfant, dans la chapelle nord, datant de 1530[58].

#### Autres lieux et monuments
- Le monument aux morts[59].

### Crémarest dans les arts
Crémarest est citée dans le poème d’Aragon, Le Conscrit des cent villages, écrit comme acte de résistance intellectuelle de manière clandestine au printemps 1943, pendant la Seconde Guerre mondiale.

### Héraldique
| Blason de Crémarest | Blason  | De gueules à la bande d'or. |
| Blason de Crémarest | Détails | La commune porte, de manière discutable, les armes de la maison de Noailles, toujours existante, qui aurait possédé la seigneurie de Crémarest. Le statut officiel du blason reste à déterminer. |

## Pour approfondir